# Tour d'Italie 1977
La 60e édition du Tour d'Italie s'est élancée de Monte di Procida le 20 mai 1977 et est arrivée à Milan le 12 juin. Long de 3 884,5 km, ce Giro a été remporté par le Belge Michel Pollentier.

## Équipes participantes
| N.    | Code | Équipe               |
| ----- | ---- | -------------------- |
| 1-10  | BIA  | Bianchi              |
| 11-20 | BRO  | Brooklyn             |
| 21-30 | FIO  | Fiorella             |
| 31-40 | GBC  | G.B.C.-Itla-TV Color |
| 41-50 | JOL  | Jolly Ceramica       |
| 51-60 | KAS  | KAS                  |
| 61-70 | FLA  | Flandria             |

| N.      | Code | Équipe            |
| ------- | ---- | ----------------- |
| 71-80   | MAG  | Magniflex-Torpado |
| 81-90   | SAN  | Sanson            |
| 91-100  | SCI  | Scic              |
| 101-110 | SEL  | Selle Royal       |
| 111-120 | TEK  | Teka              |
| 121-130 | VIB  | Vibor             |
| 131-140 | ZON  | Zonca             |

## Classement général
| Classement général final |                   |
| --- | ----------------- |
| \| 1. Michel Pollentier \| 107 h 27 min 16 s \| \| 2. Francesco Moser \| à 2 min 32 s \| \| 3. Gianbattista Baronchelli \| à 4 min 02 s \| \| 4. Alfio Vandi \| à 7 min 50 s \| \| 5. Wladimiro Panizza \| à 7 min 56 s \| \| 6. Ronny De Witte \| à 10 min 04 s \| \| 7. Walter Riccomi \| à 12 min 28 s \| \| 8. Claudio Bortolotto \| à 13 min 41 s \| \| 9. Mario Beccia \| à 13 min 48 s \| \| 10. Wilmo Francioni \| à 16 min 11 s \| \| 140 partants, 121 classés \| \| |                   |
| 1. Michel Pollentier | 107 h 27 min 16 s |
| 2. Francesco Moser | à 2 min 32 s      |
| 3. Gianbattista Baronchelli | à 4 min 02 s      |
| 4. Alfio Vandi | à 7 min 50 s      |
| 5. Wladimiro Panizza | à 7 min 56 s      |
| 6. Ronny De Witte | à 10 min 04 s     |
| 7. Walter Riccomi | à 12 min 28 s     |
| 8. Claudio Bortolotto | à 13 min 41 s     |
| 9. Mario Beccia | à 13 min 48 s     |
| 10. Wilmo Francioni | à 16 min 11 s     |
| 140 partants, 121 classés |                   |

## Étapes
| Étape      | Date    | Villes étapes                                     | km  | Vainqueur d'étape        | Leader du classement général |
| Prologue   | 20 mai  | Monte di Procida                                  | 7,5 | Freddy Maertens          | Freddy Maertens              |
| 1re étape  | 21 mai  | Miseno – Avellino                                 | 175 | Freddy Maertens          | Freddy Maertens              |
| 2ea étape  | 22 mai  | Avellino - Foggia                                 | 118 | Rik Van Linden           | Freddy Maertens              |
| 2eb étape  | 22 mai  | Foggia - Foggia                                   | 65  | Luciano Borgognoni       | Freddy Maertens              |
| 3e étape   | 23 mai  | Foggia - Isernia                                  | 166 | Simone Fraccaro          | Freddy Maertens              |
| 4e étape   | 24 mai  | Isernia - Pescara                                 | 228 | Freddy Maertens          | Freddy Maertens              |
| 5e étape   | 25 mai  | Pescara - Monteluco                               | 215 | Mario Beccia             | Francesco Moser              |
| 6ea étape  | 26 mai  | Spoleto - Gabicce Mare                            | 185 | Freddy Maertens          | Francesco Moser              |
| 6eb étape  | 26 mai  | Gabicce Mare - Gabicce Mare                       | 70  | Freddy Maertens          | Francesco Moser              |
| 7e étape   | 27 mai  | Gabicce Mare - Forlì                              | 163 | Freddy Maertens          | Francesco Moser              |
| 8ea étape  | 28 mai  | Forlì - Mugello                                   | 103 | Freddy Maertens          | Francesco Moser              |
| 8eb étape  | 28 mai  | Mugello - Mugello                                 | 79  | Marino Basso             | Francesco Moser              |
| 9e étape   | 29 mai  | Lucques - Pise                                    | 25  | Knut Knudsen             | Francesco Moser              |
| 10e étape  | 30 mai  | Pise - Salsomaggiore Terme                        | 205 | Giacinto Santambrogio    | Francesco Moser              |
| 11e étape  | 31 mai  | Salsomaggiore Terme - Santa Margherita Ligure     | 198 | Claudio Bortolotto       | Francesco Moser              |
| 12e étape  | 2 juin  | Santa Margherita Ligure - San Giacomo di Roburent | 160 | Wilmo Francioni          | Francesco Moser              |
| 13e étape  | 3 juin  | Mondovì - Varzi                                   | 192 | Giancarlo Tartoni        | Francesco Moser              |
| 14e étape  | 4 juin  | Voghera - Vicence                                 | 247 | Marc Demeyer             | Francesco Moser              |
| 15e étape  | 5 juin  | Vicence - Trieste                                 | 223 | Ercole Gualazzini        | Francesco Moser              |
| 16ea étape | 6 juin  | Trieste - Gemona del Friuli                       | 107 | Marc Demeyer             | Francesco Moser              |
| 16eb étape | 6 juin  | Gemona del Friuli - Conegliano                    | 116 | Pierino Gavazzi          | Francesco Moser              |
| 17e étape  | 7 juin  | Conegliano - Col Drusciè                          | 220 | Giuseppe Perletto        | Michel Pollentier            |
| 18e étape  | 8 juin  | Cortina d'Ampezzo - Pinzolo                       | 223 | Gianbattista Baronchelli | Michel Pollentier            |
| 19e étape  | 9 juin  | Pinzolo - San Pellegrino Terme                    | 205 | Renato Laghi             | Michel Pollentier            |
| 20e étape  | 10 juin | San Pellegrino Terme - Varèse                     | 138 | Wilmo Francioni          | Michel Pollentier            |
| 21e étape  | 11 juin | Binago - Binago                                   | 29  | Michel Pollentier        | Michel Pollentier            |
| 22e étape  | 12 juin | Milan - Milan                                     | 122 | Luciano Borgognoni       | Michel Pollentier            |

## Classements annexes
| Classement par points     | Francesco Moser          | 225 points    |
| Deuxième                  | Pierino Gavazzi          | 185 points    |
| Troisième                 | Luciano Borgognoni       | 185 points    |
| Classement de la montagne | Faustino Fernández Ovies | 675 points    |
| Deuxième                  | Üli Sutter               | 490 points    |
| Troisième                 | Michel Pollentier        | 340 points    |
| Classement des jeunes     | Mario Beccia             | -             |
| Deuxième                  | Vittorio Algeri          | -             |
| Troisième                 | Amilcare Sgalbazzi       | -             |
| Classement par équipes    | Flandria                 | 11 886 points |
| Deuxième                  | Sanson                   | 11 078 points |
| Troisième                 | Scic                     | 7 154 points  |

## Liste des coureurs
| Bianchi | Brooklyn | Fiorella |
| - 1 Felice Gimondi (Ita) 15e - 2 Rik Van Linden (Bel)ab - 3 Luigi Castelletti (Ita) 117e - 4 Giovanni Cavalcanti (Ita) 26e - 5 Willy In 't Ven (Bel) 89e - 6 Antoon Houbrechts (Bel) 29e - 7 Serge Parsani (Ita) 68e - 8 Giacinto Santambrogio (Ita) 28e - 9 Glauco Santoni (Ita) 48e - 10 Alex Van Linden (Bel) 112e                   | - 11 Roger De Vlaeminck (Bel) ab - 12 Johan De Muynck (Bel) ab - 13 Ronald De Witte (Bel) 6e - 14 Giancarlo Bellini (Ita) 12e - 15 Ottavio Crepaldi (Ita) 30e - 16 Marcello Osler (Ita) 113e - 17 Aldo Parecchini (Ita) 104e - 18 Celestino Vercelli (Ita) 84e - 19 Willy De Geest (Bel) 75e - 20 Herman Van Der Slagmolen (Bel) ab | - 21 Carmelo Barone (Ita) 24e - 22 Antonio Bonini (Ita) 103e - 23 Andrea Checchi (Ita) 101e - 24 Bernt Johansson (Sue) 20e - 25 Riccardo Magrini (Ita) 94e - 26 Marzio Mezzani (Ita) ab - 27 Ignazio Paleari (Ita) 121e - 28 Clyde Sefton (Aus) ab - 29 Mauro Simonetti (Ita) 85e - 30 Gianluigi Zuanel (Ita) 115e                                  |
| GBC | Jollyceramica | Kas |
| - 31 Pietro Algeri (Ita) 111e - 32 Vittorio Algeri (Ita) 14e - 33 Roberto Ceruti (Ita) 60e - 34 Gabriele Landoni (Ita) 90e - 35 Luciano Loro (Ita) 51e - 36 Walter Polini (Ita) 39e - 37 Angelo Tosoni (Ita) 86e - 38 Dorino Vanzo (Ita) 42e - 39 Bruno Vicino (Ita) 64e - 40 Bruno Zanoni (Ita) 99e                                    | - 41 Alessio Antonini (Ita) 44e - 42 Giovanni Battaglin (Ita) 46e - 43 Fausto Bertoglio (Ita) ab - 44 Pierino Gavazzi (Ita) 80e - 45 Knut Knudsen (Nor) 70e - 46 Simone Fraccaro (Ita) 11e - 47 Amilcare Sgalbazzi (Ita) 17e - 48 Giuseppe Martinelli (Ita) 107e - 49 Donato Giuliani (Ita) 82e - 50 Alfredo Chinetti (Ita) 25e     | - 51 José Luis Viejo (Esp) 13e - 52 Domingo Perurena (Esp) 52e - 53 Vicente Lopez Carril (Esp) 55e - 54 Sebastián Pozo (Esp) 35e - 55 José Enrique Cima (Esp) ab - 56 Julian Andiano (Esp) 71e - 57 José Antonio González Linares (Esp) ab - 58 Faustino Fernández Ovies (Esp) 31e - 59 Juan Pujol (Esp) 34e - 60 Enrique Martinez Heredia (Esp) ab |
| Flandria | Magniflex | Sanson |
| - 61 Freddy Maertens (Bel) ab - 62 Michel Pollentier (Bel) 1e - 63 Marc Demeyer (Bel) 78e - 64 Lieven Malfait (Bel) 91e - 65 Pol Verschuere (Bel) 110e - 66 Roger Verschaeve (Bel) 119e - 67 Albert Van Vlierberghe (Bel) 72e - 68 Mariano Martinez (Fra) 27e - 69 Eric Loder (Sui) 63e - 70 Herman Beysens (Bel) 65e                   | - 71 Alfio Vandi (Ita) 4e - 72 Armando Lora (Ita) 92e - 73 Sigfrido Fontanelli (Ita) 59e - 74 Giuseppe Perletto (Ita) 18e - 75 Daniele Tinchella (Ita) ab - 76 Wilmo Francioni (Ita) 10e - 77 Mauro Vannucchi (Ita) 33e - 78 Ruggero Gialdini (Ita) 40e - 79 Jean-Claude Fabbri (Ita) 76e - 80 Giancarlo Tartoni (Ita) ab           | - 81 Francesco Moser (Ita) 2e - 82 Mario Beccia (Ita) 9e - 83 Phil Edwards (Gbr) 109e - 84 Claudio Bortolotto (Ita) 8e - 85 Aldo Donadello (Ita) 38e - 86 Fabrizio Fabbri (Ita) 49e - 87 Josef Fuchs (Sui) 22e - 88 Valerio Lualdi (Ita) 54e - 89 Renato Marchetti (Ita) 43e - 90 Roberto Poggiali (Ita) 32e                                        |
| Scic | Selle Royal | Teka |
| - 91 Gianbattista Baronchelli (Ita) 3e - 92 Gaetano Baronchelli (Ita) 57e - 93 Osvaldo Bettoni (Ita) 118e - 94 Arnaldo Caverzasi (Ita) 50e - 95 Luciano Conati (Ita) 41e - 96 Gianfranco Foresti (Ita) 116e - 97 Ercole Gualazzini (Ita) ab - 98 Wladimiro Panizza (Ita) 5e - 99 Enrico Paolini (Ita) 74e - 100 Walter Riccomi (Ita) 7e | - 101 Marino Basso (Ita) ab - 102 Alberto Caiumi (Ita) 114e - 103 René Leuenberger (Sui) ab - 104 Annibale De Faveri (Ita) 105e - 105 Adriano Pella (Ita) 106e - 106 Leone Pizzini (Ita) 21e - 107 Sandro Quintarelli (Ita) 102e - 108 Per Bausager (Dan) ab - 109 Hans-Peter Jakst (All) 120e - 110 Jürgen Kraft (All) 69e         | - 111 Miguel-Maria Lasa (Esp) 19e - 112 Paulino Martinez (Esp) ab - 113 Gonzalo Aja (Esp) 16e - 114 Javier Elorriaga (Esp) 98e - 115 José Grande (Esp) 93e - 116 Luis Balagué (Esp) 56e - 117 Jesús Suárez Cuevas (Esp) 97e - 118 Pedro Vilardebo (Esp) 58e - 119 Manuel Esparza (Esp) 47e - 120 Francisco Fernandez Moreno (Esp) ab                |
| Vibor | Zonca | |
| - 121 Franco Bitossi (Ita) 73e - 122 Maurizio Bertini (Ita) 81e - 123 Flavio Miozzo (Ita) 100e - 124 Luciano Borgognoni (Ita) 53e - 125 Renato Laghi (Ita) 37e - 126 Jorgen Marcussen (Dan) 88e - 127 Gabriele Mugnaini (Ita) 79e - 128 Remo Rocchia (Ita) 23e - 129 Giuseppe Rodella (Ita) 61e - 130 Antonio Salutini (Ita) 67e        | - 131 Marcello Bergamo (Ita) 87e - 132 Tino Conti (Ita) ab - 133 Franco Conti (Ita) 45e - 134 Enrico Guadrini (Ita) 66e - 135 Leonardo Mazzantini (Ita) 77e - 136 Giuseppe Passuello (Ita) 83e - 137 Pasquale Pugliese (Ita) 62e - 138 Annunzio Colombo (Ita) 96e - 139 Piero Spinelli (Ita) 95e - 140 Ueli Sutter (Sui) 36e        | |

## Sources
- (nl) Cet article est partiellement ou en totalité issu de l’article de Wikipédia en néerlandais intitulé « Ronde van Italië 1977 » (voir la liste des auteurs).